# Forest Park (Georgia)
Forest Park – miasto w Stanach Zjednoczonych, w stanie Georgia, w hrabstwie Clayton.